# 3. Sicherungs-Division
Die 3. Sicherungs-Division war ein Großverband der deutschen Kriegsmarine im Zweiten Weltkrieg.

## Geschichte
Die Division wurde Mitte Februar 1941 für Sicherungsaufgaben im Bereich der französischen Atlantikküste aufgestellt. Hierfür wurde der Stab des Führers der Vorpostenboote West herangezogen. Das Stabshauptquartier lag in folgenden französischen Orten: Brest, von Mai 1942 an in Le Trez-Hir nahe Brest, von April 1942 in Nostang bei Lorient und ab Juli 1944 in Kernevel bei Lorient. Zunächst war die Division dem Befehlshaber der Sicherung West unterstellt. Am 12. September 1944 wurde die 3. Sicherungs-Division in Frankreich (im Rahmen des Rückzuges der Wehrmacht aus Frankreich) aufgelöst.

## Kommandeure
- Kapitän zur See Heinz Schiller (Februar 1941 bis September 1941 (†)), ehemaliger Führer der Vorpostenboote West
- Korvettenkapitän Hans John (mit der Führung beauftragt von August 1941 bis September 1941), später Kommandeur der 4. Sicherungs-Division
- Kapitän zur See Arnold Bentlage (Oktober 1941 bis November 1941), später Kommandeur der 5. Sicherungs-Division und Führer der Minenschiffe
- Kapitän zur See Hans Hartmann (Dezember 1941 bis August 1942)
- Kapitän zur See Erich Breuning (September 1942 bis April 1943)
- Korvettenkapitän Bodo Notholt (mit der Führung beauftragt von Mai 1943 bis Juni 1943), Chef der unterstellten 6. Sperrbrecherflottille
- Kapitän zur See Karl Bergelt (Juli 1943 bis September 1944), ehemalige Kommandeur der 7. Sicherungs-Division und später Befehlshaber der Sicherungsstreitkräfte

## Gliederung
- 2. Vorpostenflottille (Saint-Malo)
- 7. Vorpostenflottille (Brest)
- 2. Minensuchflottille (Bénodet)
- 6. Minensuchflottille (Concarneau)
- 24. Minensuchflottille (Brest)
- 40. Minensuchflottille (Brest)
- 46. Minensuchflottille (Saint-Malo)
- 6. Sperrbrecherflottille (Concarneau), ab der Aufstellung im Juli 1941
- 14. U-Bootsjagdflottille (Lorient) mit u. a. KFK 500